# Andra stora väckelsen
Andra stora väckelsen (engelska: Second Great Awakening) var en stor nordamerikansk väckelsevåg i början av 1800-talet.

## Ledande predikanter
- Richard Allen
- Lyman Beecher
- Alexander Campbell
- Thomas Campbell
- Peter Cartwright
- Lorenzo Dow
- Timothy Dwight IV
- Charles Finney
- William Miller
- Asahel Nettleton
- Barton Stone
- James Brainerd Taylor
- Nathaniel William Taylor
- Ellen G. White
- Joseph Smith